# La Tablada (centre clandestin de détention et de torture)

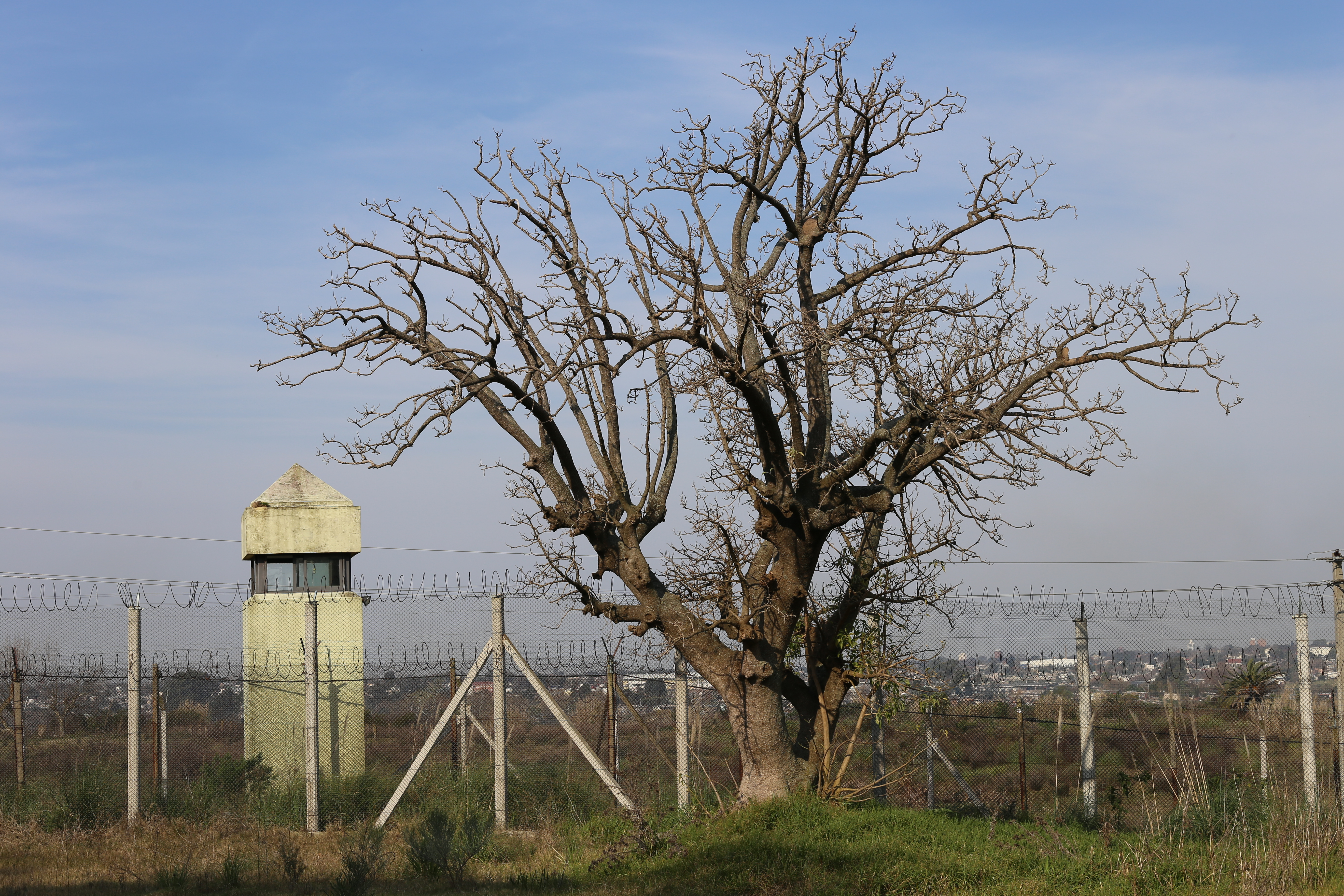
Les miradors ont été bâtis pendant l'utilisation du site comme prison pour adultes, entre 2002 et 2012.

La Tablada, aussi connue comme la Base Roberto, était un centre clandestin de détention et de torture (CCDT) qui a opéré entre 1977 et 1983, pendant la période de la dictature civique militaire uruguayenne. Dans le cadre de la guerre sale (guerra sucia), la Tablada a été utilisée en dehors de tout cadre légal par l'Organe coordinateur des opérations anti-subversives (Órgano Coordinador de Operaciones Antisubversivas, OCOA) comme l'un des principaux lieux où a été pratiqué de façon systématique la violation des droits de l'homme, la torture, les abus sexuels et les disparitions forcées des détenus politiques,.

## Histoire
Le centre clandestin était installé dans un bâtiment placé au croisement de Camino Melilla et Camino Luis Eduardo Pérez, dans le département de Montevideo. Ce bâtiment avait historiquement été utilisé comme hôtel pour les troperos qui menaient les troupeaux lorsque ceux-ci conduisaient le bétail au marché de La Tablada Nacional. En 1975, le bâtiment est réquisitionné sur ordre de Juan María Bordaberry, président de facto, et il est utilisé par la dictature à l'origine comme  atelier et dépôt de véhicules.
À la mi-1977, les personnes enlevées par la dictature ainsi que les appareils de torture qui étaient jusqu'alors au centre clandestin d'arrestation et torture de 300 Carlos ont été amenés à La Tablada. Selon l'organisation des anciens prisonniers de La Tablada, environ 240 personnes séquestrées sont passés par ce centre, mais le nombre pourrait être encore plus élevé. La Tablada est également considéré comme le principal lieu d'assassinat et disparition de personnes du pays, puisqu'au moins 11 des quelque 40 détenus desaparecidos sur le territoire uruguayen y ont été vus pour la dernière fois.
À la suite des conséquences du Pacte du Club Naval de 1984, le site a cessé d'être utilisé comme centre de détention clandestin et le bâtiment a subi d'importantes transformations. Avec la transition vers la démocratie, il a servi comme centre de détention, d'abord pour adolescents à partir de 1988, puis pour adultes, entre 2002 et 2012. Au cours de cette dernière période un terrain de foot et des tourelles de surveillance ont été bâties sur le site, entre autres modifications.
En 2016, l'Institut national pour l'inclusion sociale des adolescents (Instituto Nacional de Inclusión Social Adolescente, INISA) dépendante du Pouvoir Exécutif, a annoncé qu'un centre de réhabilitation pour adolescents de 200 places devait être inaugurée sur le site l'année suivante. En raison de ce projet, l'Observatoire Luz Ibarburu a sollicité, dans le cadre de la procédure pénale portant sur la disparition forcée de Miguel Ángel Mato Fagián, une mesure préventive de "no innovar", c'est-à-dire, de n'effectuer aucune espèce de travaux ni modifications des constructions, en raison de la présomption qu'il y a enterrés sur place des corps de détenus disparus. Cette mesure a été émise en 2017, le site n'a donc pas été réoccupé .

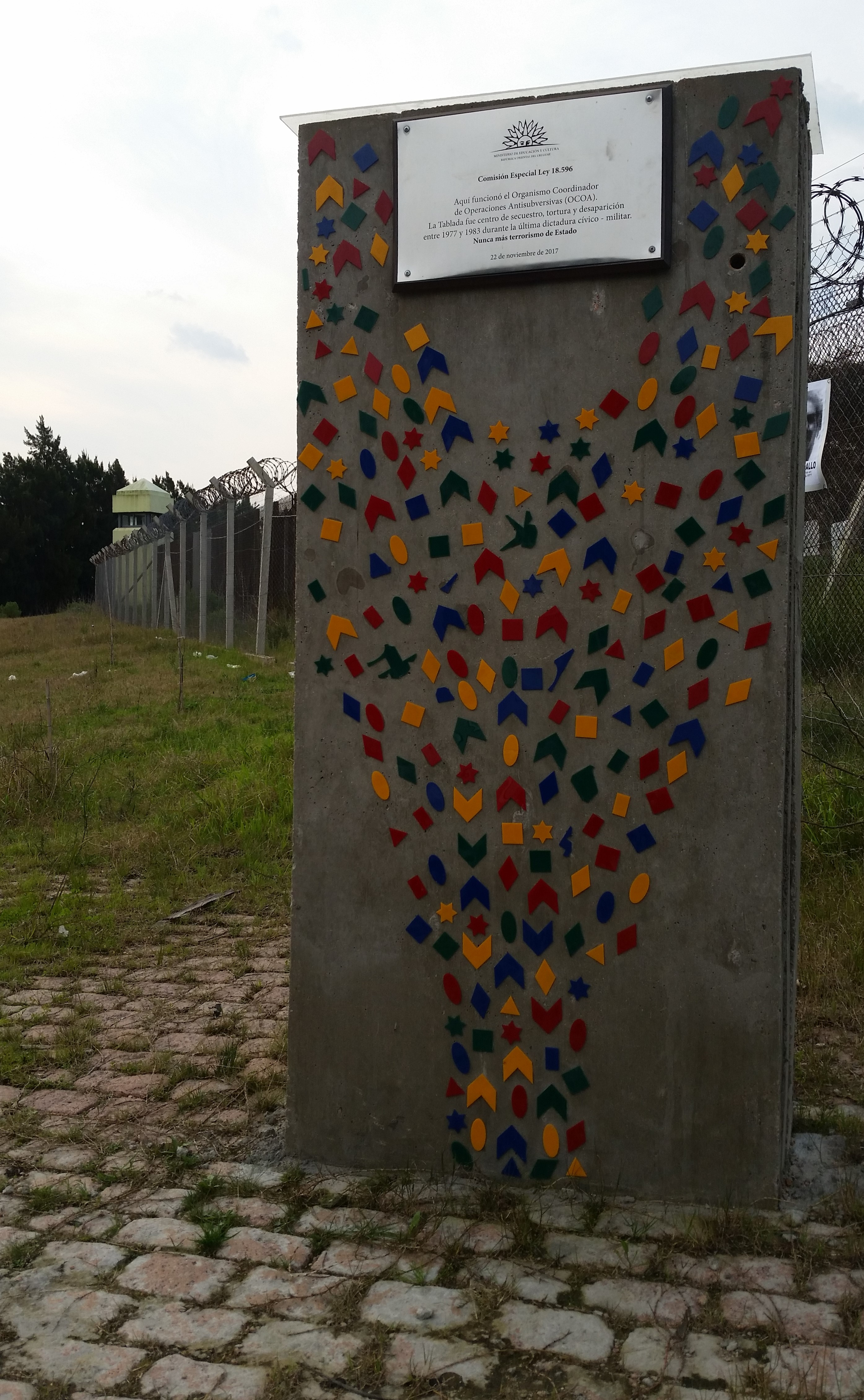
Plaque commémorative installée à La Tablada fin 2017.

Le 22 novembre 2017, la Commission Spéciale de Réparation du Ministère de l'Éducation et de la Culture a installé une plaque commémorative en signalant le lieu comme un centre de détention, où furent appliqués la torture et la disparition forcée.
En 2019, le site de La Tablada (64 ha) a été déclaré Sitio de Memoria par application de la Loi 19.641 de 2018. Cette décision est prise à la suite d'une demande de survivants de la Base Roberto et de familles de détenus disparus du lieu.

## Desaparecidos
Selon différentes recherches, à La Tablada ont été vus pour la dernière fois : Omar Paitta, Luis Eduardo Arigón Castel, Amelia Sanjurjo Casal, Óscar José Baliñas Arias, Óscar Tassino Asteazu, Eduardo Gallo Castro, Carolina Barrientos Sagastibelza de Carneiro, Carlos Federico Cabezudo Pérez, Célica Élida Gómez Rosano, Ricardo Alfonso Blanco Valiente, Félix Sebastián Ortiz et Miguel Ángel Mato Fagian, qui demeurent disparus.